# Parallelia missionarii
Parallelia missionarii är en fjärilsart som beskrevs av Gustaaf Hulstaert 1924. Parallelia missionarii ingår i släktet Parallelia och familjen nattflyn. Inga underarter finns listade i Catalogue of Life.